# S (Mesmur-Album)
S ist ein Konzeptalbum der amerikanischen Funeral-Doom-Band Mesmur.

## Geschichte
Nachdem die multinational besetzte Studio-Band Mesmur mit der Veröffentlichung ihres Debüts international Beachtung erfahren hatte, schied der Bassist Aslak Karlsen Hauglid aus der Band. Der italienische Musiker Michele Mura von Chaoswave ersetzt den ausgefallenen Musiker. Damit bestand Mesmur zur Aufnahme von S mit dem Bandkopf, Gitarrist und Keyboarder Jeremy „Yixja“ Lewis und Schlagzeuger John Devos aus zwei amerikanischen Musikern, dem australischen Sänger Chris G und dem italienischen Bassisten Mura. Zeitgleich konnte die Band einen Vertrag mit dem renommierten russischen Funeral- und Death-Doom-Label Solitude Productions für die Veröffentlichung des Folgealbums abschließen. S entstand in unterschiedlichen Aufnahmesettings ohne professionelles Studio und ohne gemeinsame Studiozeit. Jeder der Musiker spielte seinen Teil ein. Abmischung und Mastering des Ausgangsmaterials übernahm Lewis selbst.

## Albuminformationen
S ist das zweite Studioalbum der Band.

### Titelliste
1. Singularity: 15:06
2. Exile: 14:35
3. Distension: 16:24
4. S = k ln Ω: 06:48

### Umfang, Gestaltung und Konzept
Das 2017 erstmals veröffentlichte Album enthält vier separate Stücke, die eine Gesamtspielzeit von 52:53 Minuten haben. Die Gestaltung übernahm Vladislav Cadaversky. Das Konzeptalbum soll den „Wahnsinn des Kosmos“ erforschen. Der Albumtitel ist ein Verweis auf das Formelzeichen der Entropie. Das instrumentale vierte Stück ist mit der Boltzmannschen Entropie-Gleichung betitelt. Die Texte der weiteren Stücke befassen sich mit der „Leere des Raums“ und der Konfrontation mit dem Abyss. Das kosmische Konzept wurde mitunter mit dem Werk von H. P. Lovecraft assoziiert. Ein direkter Verweis auf Lovecraft oder den Cthulhu-Mythos bleibt allerdings aus.

### Stil
Das Album S wird dem Funeral Doom zugerechnet. Die Musik erweise sich als „genrekonform, schleppend und düster“. Dabei gelänge es der Band jedoch Elemente eines atmosphärischen und melodischen Death Doom in die Musik zu integrieren. Das Album sei „so langsam und schwer wie ein Gletscher, aber auch oft melodisch, und die Atmosphäre“ erzeuge dabei ein „Gefühl kosmischer Isolation“, Leere und Harmonie. Mit S führte die Gruppe somit den Stil des Debüts fort und entwickelte sich darin weiter. Die Abmischung der Musik wurde etwas lauter und höhenbetonter gestaltet, wodurch das Album „schärfer und ein wenig kantiger“ als das Debüt klingt. Mit einem melodischen und zugleich brutalen Kern, der „krachende Gitarren“ und Growling mit Elementen des Progressive- und Space-Rock verbinde. In dieser Kombination erweise sich Mesmurs Album als Verbindung von Genre-Vertretern wie My Shameful, Mar de Grises und Esoteric unter dem Einfluss von Porcupine Tree und Pink Floyd.

„Hinter dem neuerlich starken Artwork verbirgt sich auch diesmal lupenreiner Funeral Doom, wie sich auch in der Tracklist widerspiegelt: Mit nur vier Songs füllen MESMUR stolze 52 Minuten – und das, obwohl das finale, rein instrumental gehaltene ‚S = k ln Ω‘ für sich genommen nur knapp sieben Minuten einnimmt. Entsprechend lang sind die anderen drei Stücke: Mit schleppenden Riffs, ausscheifenden Melodien und tiefen Growls füllen MESMUR hier jeweils knapp eine Viertelstunde. Dabei setzen die Amerikaner mit viel Cleangitarren-Einsatz und Delay-Effekten sowie hintergründigen Synthesizern alles auf Düsternis[.]“

## Wahrnehmung
S wurde international überwiegend positiv Rezensiert. Moritz Grütz von Metal1.info sah „die durch das Debüt geweckten Erwartungen jedoch nicht ganz erfüllt“, räumte jedoch ein, dass sich S als gutes Genrewerk erweise. Urteilte final mit einer durchschnittlichen Benotung. Dem Gegenüber wurde das Album in einer für Wonderbox Metal verfassten Besprechung S als Beleg für die Konstanz der Band beurteilt. So beweise die Gruppe mit S dass sie „nicht nur, nicht nur eine Modeerscheinung sind, die ein gutes Album macht und sich danach verausgabt hat, sondern auch eine Kraft, mit der man bis zum Ende“ rechnen müsse. Auch weitere Rezensenten, von unter anderem Powermetal.de, Doom-Metal.com und Rock Hard, lobten das Album als gelungene Funeral-Doom-Veröffentlichung.
Mit S erweisen sich Musiker als „die Könige des Slow-Motion-Riffings und erreichen eine Intensität, die man lediglich von verstorbenen Branchenführern wie RUNEMAGICK“ kenne. Mesmur gelänge es mit dem Stil-Hybrid aus Melodic-Death- und Funeral-Doom „nicht nur den richtigen Punkt zu treffen“, die Band „zermalmen ihn regelrecht.“ Im Funeral Doom erweise sich das Album als „eine für den Stil unabdingbare Erfahrung“.

“Mesmur have crafted a dark, often beautiful vision of a dying star in a less than traditional funeral doom style. The album is as slow and heavy as a glacier, but also often melodic, and the atmosphere creates a palatable feeling of cosmic isolation.”

„Mesmur haben eine düstere, oft wunderschöne Vision eines sterbenden Sterns in einem weniger traditionellen Funeral-Doom-Stil geschaffen. Das Album ist so langsam und schwer wie ein Gletscher, aber auch oft melodisch, und die Atmosphäre erzeugt ein angenehmes Gefühl kosmischer Isolation.“